# Sebastián Prediger
Sebastián Prediger é um futebolista argentino nascido em Crespo em 4 de Setembro de 1986. Atualmente joga no  Cruzeiro por empréstimo do Porto de Portugal.